# Villandraut
Villandraut (gaskonsko Vilandraud) je naselje in občina v jugozahodnem francoskem departmaju Gironde regije Akvitanije. Leta 2008 je naselje imelo 935 prebivalcev.

## Geografija
Naselje leži v pokrajini Gaskonji ob reki Ciron, 52 km južno od Bordeauxa.

## Uprava
Villandraut je sedež istoimenskega kantona, v katerega so poleg njegove vključene še občine Bourideys, Cazalis, Lucmau, Noaillan, Pompéjac, Préchac in Uzeste s 4.626 prebivalci.
Kanton Villandraut je sestavni del okrožja Langon.

## Zanimivosti
- grad château de Villandraut iz začetka 14. stoletja, francoski zgodovinski spomenik,
- neogotska cerkev sv. Martina iz sredine 19. stoletja,
- občinski muzej.

## Osebnosti
- Bertrand de Got, bodoči papež Klemen V. (1264-1314);